# Europees Jaar van Burgerschap door Onderwijs en Vorming
2005 was het Europees Jaar van Burgerschap door Onderwijs en Vorming, uitgeroepen door Raad van Europa. De Raad van Europa had 2005 uitgeroepen tot het European Year of Citizenship through Education. Dit had als doel de ontwikkeling van beleid en praktijk op het gebied van burgerschapseducatie te bevorderen. De Raad van Europa is een van de oudste politieke organisaties van het continent en telt momenteel 46 lidstaten.

## Doel
Het EDC project had vooral tot doel de belangstelling voor burgerschapseducatie te verhogen en de implementatie in de verschillende onderwijsniveaus te bevorderen. Met het themajaar wilde de Raad van Europa de cruciale rol van het onderwijs in de ontwikkeling van burgerschap extra in de kijker zetten door: 
- het verstrekken van wetenschappelijke achtergrondinformatie
- het stimuleren van netwerken
- de verspreiding van instrumenten en methodieken die de betrokkenheid bij het democratisch proces in de praktijk moeten bevorderen.

Onderwijs vormt in het ontwikkelen van burgerschapscompetenties een belangrijke schakel. De school draagt relevante kennis over, bevordert een democratische houding en dient ook als oefenplaats voor vaardigheden die nodig zijn voor democratisch burgerschap. De ontwikkeling van democratisch burgerschap is echter ook een zaak voor individuele burgers, professionals, instellingen en overheid.
In Nederland houdt de projectgroep Burgerschap van het Ministerie van OCW zich bezig met de aansturing van burgerschapseducatie. Tot de doelgroep behoren in eerste instantie docenten in alle sectoren van het onderwijs, vormingswerkers en beleidsmakers. In Vlaanderen is EDC in het curriculum opgenomen door de introductie van een aantal eindtermen bij wereldoriëntatie in het basisonderwijs en het vakoverschrijdend thema 'opvoeden tot burgerzin' in het secundair onderwijs.

## Verwante onderwerpen
- Burgerschap
- Themajaar